# Michelangelo Vaccaro
Michelangelo Vaccaro (Casteltermini, 11 gennaio 1854 – Roma, 22 gennaio 1937) è stato un politico e giurista italiano.

## Biografia
Entrato nei ranghi dell'amministrazione giudiziaria nel 1881, viene chiamato nel 1884 dal presidente del Consiglio Francesco Crispi a ricoprire la carica di Segretario alla Presidenza. Successivamente, nel 1897, fu capo di gabinetto del ministro dell'Istruzione, Nicolò Gallo.
Negli stessi anni ottiene per concorso la cattedra di Diritto penale all'università di Padova e all'università di Roma la libera docenza in Procedura penale e in Filosofia del diritto, nonché quella in Diritto penale. 
Subito dopo fu nominato Sostituto Procuratore Generale alla Corte d'appello di Roma e qualche anno dopo Consigliere della Corte Suprema di Cassazione.
È stato deputato per 2 legislature ( XXIII e XXIV) dal 1909 al 1919.
Nel 1922 assunse la carica di Presidente della Prima Sezione Penale della Corte di Cassazione.